# Jacques Leduc (compositeur)
Pour les articles homonymes, voir Leduc et Jacques Leduc (homonymie).
Jacques Leduc est un compositeur belge, né le 1er mars 1932 à Jette et mort le 31 août 2016 à Uccle à l'âge de 84 ans.

## Biographie
Après des études musicales complètes au Conservatoire royal de Bruxelles (premiers prix d’histoire de la musique, d’harmonie, de contrepoint, de fugue et de piano, ainsi qu’un diplôme supérieur de musique de chambre), Jacques Leduc a étudié la composition sous la direction de Jean Absil. Il obtint un Grand prix de Rome en 1961.
Au fil de sa carrière, il a obtenu divers prix de composition :
- concours annuel de l'Académie royale de Belgique ;
- prix Agniez ;
- prix de la Province de Brabant ;
- concours international G.B. Viotti à Vercelli (Italie) ;
- Prix Irène Fuerison ;
- prix Koopal ;
- prix SABAM au concours international de composition pour quatuor à cordes à Liège ;
- concours international de composition pour guitare Castelnuovo-Tedesco à Ancône (Italie).

Jacques Leduc est l'auteur de plus de 80 œuvres musicales (symphoniques, concertantes, de musique de chambre et pour solistes) dont le Concerto pour piano imposé au Concours musical international Reine Elisabeth de Belgique en 1972.
Outre son activité de compositeur, Jacques Leduc a été directeur de l'Académie de musique d'Uccle de 1962 à 1983, professeur (successivement d’harmonie, de contrepoint, puis de fugue) au Conservatoire royal de Bruxelles de 1957 à 1997 ; recteur de la Chapelle musicale Reine Elisabeth de 1976 à 2004 ; président de la Société belge des auteurs, compositeurs et éditeurs de musique (SABAM) de 1992 à 2007; et président honoraire de l’Union des compositeurs belges.
Jacques Leduc était membre (élu) de l'Académie royale des Sciences, des Lettres et des Beaux-Arts de Belgique, dont il a été le président en 1992.
Le roi Albert II de Belgique l'a anobli en 2001 en lui conférant le titre de chevalier.
Jacques Leduc est décédé le 31 août 2016 à Uccle ; il était âgé de 84 ans.

## Décoration
- Commandeur de l'ordre de Léopold

## Le compositeur
Si le style de Jacques Leduc est bien de notre temps, il repose sur une base éminemment classique et ne s’inféode pas à l’avant-garde. Son écriture, d’une exceptionnelle maîtrise technique, se distingue par une thématique personnelle. Son souci des jeux formels et d’un langage vivant et coloré transparaît dans chacune de ses œuvres. En outre, l’œuvre de Leduc comporte un sens peu commun de la forme et une grande richesse rythmique (avec un goût particulier pour les mesures asymétriques et les changements de mesure). Son langage, qui conserve une base tonale, est cependant empreint de polytonalité.

## Œuvres

### Œuvres pour orchestre
- 1960 Antigone, pour orchestre, op. 5
- 1962 Concertino, pour hautbois et orchestre, op. 10 - réduction pour hautbois et piano
- 1962 Divertissement, pour flûte et orchestre à cordes, op. 12 - réduction pour flûte et piano
  1. Jeux
  2. Rêverie
  3. Ronde
- 1964 Fantaisie sur le thème de la Folia, pour clarinette et orchestre, op. 7/bis
- 1967 Le printemps, esquisses  symphoniques pour grand orchestre, op. 25
- 1968 Ouverture d'été, pour orchestre, op. 28
- 1969 Symphonie, pour orchestre, op. 29
  1. Allegro ben deciso
  2. Allegro vivo e molto leggiero
  3. Passacaille
  4. Allegro ben ritmico e molto giocoso
- 1970 Concerto, pour piano et orchestre, op. 31 - version pour 2 pianos
- 1971 Cinq croquis, pour orchestre, op. 34
- 1971 Instantanés, pour ensemble de cordes/-orchestre, op. 37
- 1972 Dialogue, pour clarinette et orchestre de chambre, op. 39 - réduction pour clarinette et piano
- 1978 Trois esquisses concertantes, pour orchestre, op. 62
- 1996 Intrada et dancerie - in memoriam Orlando di Lasso (1594-1994), pour orchestre à cordes, op. 75B

### Œuvres pour orchestre d'harmonie
- 1973 Ouverture d'été, op. 28bis
- 1976 Sonnerie pour un anniversaire royal, op. 56

### Opéra TV
| date de composition | titre                            | actes  | première                                  | livret |
| ------------------- | -------------------------------- | ------ | ----------------------------------------- | ------ |
| 1972                | Nous attendons Sémiramis, op. 38 | 1 acte | 6 février 1973, Bruxelles, Studio de RTBF |        |

### Musique Vocale

#### Cantates
- 1961 L'Aventure, cantate pour solistes, chœur mixte et orchestre, op. 8

#### Œuvres pour chœur
- 1959 Le retour du prisonnier, pour solistes, chœur mixte et orchestre, op. 1
- 1966 Sortilèges africains, séquence pour voix moyenne, saxophone alto, percussion et piano, op. 20
  1. Abandon (Sénégal) - texte: Biarago Diop
  2. Cet instant-là (Ghana) - texte: Dei Anang, traduction française: Christiane Reygnault
  3. Accords (Sénégal) - texte: Biarago Diop
  4. La servante (Ghana) - texte: Aquah Lalouah, traduction française: Christiane Reygnault
  5. Au plus profond des terres (Sierra Leone) - texte: Abiosch Nicol, traduction française: Christiane Reygnault
- 1966 La flûte au verger, six pièces pour chœur mixte a cappella, op. 22 - texte: Maurice Carême
  1. Ariette
  2. Mon cœur d'enfant
  3. Mes belles heures
  4. L'archange
  5. O! temps passé est bien passé
  6. Je joue moins bien qu'on l'imagine
- 1974 Les jeunes années, pour chœur mixte et orchestre de chambre, op. 47 - texte: Maurice Carême
  1. La bouteille d'encre
  2. Pour ma mère
  3. Les oiseaux perdus
  4. La marjolaine
- 1975 Poèmes de mon Isba, pour chœur d'enfants et piano, op. 54
- 1981 Soleil d'orties - six impressions fugaces, pour chœur mixte a capella, op. 66 - texte: Yvon Givert
- 2012 L'Amour crucifié, pour 2 récitants, flûte, violoncelle, orgue, deux voix et chœur mixte, op. 88  - texte: Gaston Lecleir

#### Lieder
- 1961 La boule de jardin, pour voix médiane et orchestre de chambre, op. 6
- 1964 Six ballades de Paul Fort, pour trio vocal (soprano, mezzo soprano, baryton), op. 14
  1. Il était une fois - Le marchand de sable a passé - Mort! le vent pleure autour du monde

- 1964 Aquarelles, six lieder pour voix médiane et piano, op. 17 - texte : Maurice Beerblock
  1. Le visiteur
  2. Anvers
  3. Joli mai
  4. Le pays à l'envers
  5. A Verviers
  6. Crépuscule en province
- 1966 La valise de verre, pour voix médiane et piano, op. 23
- 1975 Les regrets, pour voix médiane et guitare, op. 50 - texte : 2 sonnets de Joachim du Bellay
- 1979 Les fêtes galantes, pour soprano, baryton et piano, op. 64
- 2010 L'Offrande lyrique, pour baryton, flûte et violoncelle, op. 86

### Musique de chambre
- 1960 Allegro ritmico, pour trompette et piano, op. 2
- 1960 Arioso et danse, pour trombone et piano, op. 3
- 1960 Blaaskwintet, op. 4
- 1961 Fantaisie, pour clarinette et piano, op. 7
- 1962 Accompagnement pour l'étude n°12 de Théo Coutelier, pour 3 timbales et piano, op. 11
- 1964 Suite en quatuor, pour quatuor de saxophones, op. 15  - prix au Concorso Internationale Gian Battista Viotti di Vercelli
- 1967 Ballade, pour clarinette et piano, op. 26
- 1969 Capriccio, pour quatuor de bois (flûte, hautbois, clarinette et basson), op. 30 - version pour quatuor de clarinettes (op. 30/bis (1974))
- 1973 Madrigalismes en duo, pour flûte et guitare, op. 41
- 1974 Comptines, pour trompette et piano, op. 44
- 1974 Aubade, pour trompette, cor et trombone, op. 45
- 1975 Trois caractères, pour alto et piano, op. 52
- 1978 Rhapsodie, pour saxophone alto et piano, op. 60
- 1983 Trois Pièces, pour quintette de cuivres (cor, 2 trompettes, 2 trombones), op. 65
- 1986 Lamento, pour alto, op. 70[4]
- 1987 Elégie, pour violoncelle et piano, op. 72
- 1992 Avignon, pour clarinette et piano, op. 74
- 1994 Intrada et dancerie - in memoriam Orlando di Lasso (1594-1994), pour quatuor à cordes, op. 75A
- 1999 Badinerie, pour vents (nonet) (2 hautbois, 2 clarinettes, 2 cors, 2 bassons, 1 contrebasson)  op. 76
- 2009 Aubade, pour saxophone soprano et quatuor de clarinettes (version pour ensemble de clarinettes), op. 84
- 2012 Echanges, pour guitare, cinq cordes (2 violons, alto, violoncelle, contrebasse) et cinq vents (flûte, hautbois, clarinette, cor et basson), op. 87

### Œuvres pour orgue
- 1978 Passacaille, op. 63

### Œuvres pour piano
- 1965 Quatre pièces brèves, op. 18
- 1965 Prélude, variations et fugato, op. 19
- 1967 Contrastes, op. 24
- 1971 Apostrophes, op. 35
- 1971 Quelques danses anciennes, op. 36
- 1975 Hommage à Debussy, op. 46
- 1975 Impressions, pour deux pianos, op. 51
- 1975 Six pièces faciles, op. 53
- 1975 Fileuse, op. 55
- 1977 Pochades, op. 58
- 1981 Quatre miniatures, op. 67
- 1986 Scherzino, op. 72
- 1990 Fantaisie sur un thème de Mozart, op. 73
- 2004 Espièglerie, op. 77
- 2006 Aubade, op. 78
- 2009 Burlesque et autres bizarreries, pour piano à 4 mains, op. 85

### Œuvres pour clavecin
- 1985 Exercices au clavecin pour célébrer Scarlatti, op. 69

### Œuvres pour harpe
- 1964 Trois impromptus pour harpe diatonique, op. 16

### Œuvres pour guitare
- 1972 Petite suite, op. 40
- 1974 De tout un peu, op. 43
- 1975 Intrada - ballata - toccata, op. 49
- 2007 Tango, pour quatuor de guitares, op. 80

## Discographie

### LabelCypres Records
- Jacques Leduc | Symphonic Works, Orchestre Philharmonique de Liège, Pierre Bartholomée. Cypres 1996 (CYP7601)
- Jacques Leduc | Complete Works for Piano, Two Pianos & Diatonic Harp, Francette Bartholomée, Olivier De Spiegeleir, Duo Dürruoglu-Demiriz/Martens. Cypres 2003 (CYP4618)